# Zhang Yimou
Zhang Yimou (em chinês:  张艺谋, transl. Zhāng Yìmóu, Chinês tradicional: 張藝謀) (Xian, 14 de Novembro, 1951) é um cineasta, produtor de cinema e roteirista chinês. Zhang Yimou é um dos percussores do movimento da Quinta Geração, que viria a ser o início do cinema contemporâneo chinês, surgido com a primeira turma da reaberta Academia de Cinema de Pequim em 1976. Importante referência ao cinema oriental, o diretor se tornou destaque internacional por filmes expositivos da realidade da China pós-Revolução Cultural. Atualmente, co-dirige com sua filha primogênita, Zhang Mo.

## Biografia
Nasceu na cidade de Xian, capital da província de Shaanxi, em 1951. Vindo de uma família de militares, passou dificuldades financeiras, sociais e psicológicas na infância durante a Revolução Cultural: abandonou a escola, e durante a adolescência foi obrigado a trabalhar em uma plantação de algodão, e logo depois na indústria têxtil. Em entrevista, afirma que sua família era considerada de "passado incorreto", diante do posicionamento político contrario ao da revolução comunista. Dessa forma, Zhang afirma que "sentia muito oprimido quando pequeno". E explicaː
 Nós éramos alvo da revolução. Quando criança, eu me sentia oprimido, preocupado e ansioso. A vida era muito difícil. Quando alguém é criado assim, isso não desaparece quando esse alguém vira adulto. Eu sempre sou discreto e nunca quero problemas. Eu sou cuidadoso e nada romântico. Sou muito pragmático." 
Autodidata, pintava telas e começou a praticar fotografia, chegando a vender o próprio sangue para conseguir comprar a primeira câmera. Sua infância e adolescência ocorreram durante o movimento definidor do país, identificado como Revolução Cultural, que viria a ser recorrente fonte de inspiração para sua obra.
No ano da morte de Mao Tse-tung em 1976, depois dos dez anos sem nenhuma produção cinematográfica, e sem demanda de ensino, a Academia de Cinema de Pequim abriu concurso para 30 alunos. A procura foi tão grande que mais de três mil candidatos se inscreveram para concorrer à vaga. Eram pessoas sem nenhum tipo de escolaridade, todos operários e camponeses que viram o curso como uma oportunidade para mudar de vida. Zhang Yimou que ainda trabalhava na indústria têxtil nesse período, já alcançava 28 anos, um ano a mais do que permitia o edital. Montando um portfólio com suas fotografias e vídeos amadores, conseguiu uma vaga no curso de cinegrafista. Sobre a candidatura a vaga no curso, o diretor explica: "o que importava era sobreviver. Eu queria uma mudança. Eu já tinha 28 anos, e queria uma oportunidade de fazer faculdade. Poderia estudar qualquer coisa. Eu não tinha exigências quanto a interesses, hobbies ou fé e não tinha nada a ver com ideais ou ambições".
Entre seus colegas estavam Chen Kaige de Adeus, Minha Concubina (Ba Wang Bie Ji, China, 1993) e Tian Zhuangzhuang de O Sonho Azul(Lan Feng Zheng, China, 1993)2 e o compositor Jiping Zhao que viria a trabalhar com Yimou na maioria de seus filmes.
É fato entender que a academia fora reaberta unicamente pela necessidade do governo chinês em produzir propagandas políticas que facilitassem a nova abertura do governo para o mundo, e por entender a necessidade de se modernizar, sendo o cinema oportunidade para isso. A maioria dos professores estavam presos, ou não serviam para lecionar o que viria ser a nova leva de diretores chineses. Com a falta de corpo docente e principalmente de estrutura material para o ensino, os alunos precisavam aprender e buscar conhecimento sobre cinema sozinhos, passando a dedicar horas assistindo filmes do arquivo nacional.
A aprendizagem viria com produções soviéticas e americanas, europeias e japonesas, assim como os clássicos chineses de antes do período amargo da Revolução Cultural. Segundo o diretor Chen Kaige, os filmes da época revolucionária e os americanos não eram suficientes: “Não gostávamos muito de Hollywood. A história era demasiada bem ‘cosida’, não era muito verdadeira. Detestávamos os filmes de Yunan. Mas redescobrimos o nosso cinema, o dos anos 1930 e 1940”. (KAIGE apud SOUSA, 2014).
A característica principal dos alunos dessa turma seria a de entender e saber driblar a forte censura do Partido Comunista. Entretanto para Zhang Yimou em seus primeiros filmes seria importante que a história fosse repassada, para então se focalizar no presente do país da época.
Em 2008, ele foi escolhido para dirigir a cerimonia de abertura e encerramento dos Jogos Olímpicos de Verão 2008 em Pequim.

## Obra
Sua carreia inicia com Sorgo Vermelho (Hong Gao Liang, China, 1987), filme com temática histórica, e roteiro adaptado da obra de Mo Yan (Guan Moye), escritor chinês que no ano de 2012 ganhou o Nobel de Literatura. Abordando o período de invasão japonesa durante a Segunda Guerra Mundial, Zhang Yimou reconstrói a pobreza do povo chinês, em contraponto com a crueza dos atos japoneses. Narrado pelo neto da protagonista (no caso personagem de Gong Li, primeiro filme da parceria de anos entre o diretor e a atriz), o filme trabalha com uma edição em que não se é especifico a passagem de tempo, mas com uma transição organizada, bem orientada para o espectador e esteticamente bela, para a chegada inesperada dos japoneses, que destroem a harmonia do pequeno universo camponês que Zhang constrói.
Trazendo a cor que define o filme no título, o vermelho seria a marca deste e dos próximos filmes históricos do diretor, Amor e Sedução (Ju Dou, China, 1990) e Lanternas Vermelhas (Da Hong Deng Long Gao Gao Gua, China, 1991), que trazem o vermelho como a cor dos ambientes e da vida das pessoas retratadas. Não é só o sorgo das plantações ou as lanternas da casa das esposas que o vermelho representa, mas principalmente o sangue dos violentos fatos narrados nos filmes, visto que todos terminam em tragédias. Essa utilização da fotografia com cores saturadas e com aparência tão “pictórica” viria ser a característica mais visível nas obras do autor. Além de identificar como uma das principais tendências e influências que o cinema da quinta geração adquiriu do cinema americano, que foi o aprimoramento na direção de fotografia.

Questionado sobre o fato de suas obras serem tão românticas e com roteiros que pregam uma total entrega ao amor e circunstancias impossíveis, o diretor afirma que "não é nada romântico". Continua explicando que seu pragmatismo vem de suas experiências sofridas da juventudeː
Desde Sorgo Vermelho, até Flores do Oriente, que é mais recente, podemos ver muitas expressões poéticas e românticas em termos das cores e do cenário. São muito fortes, principalmente as cores. É um contraste com a minha vida pessoal. Como se eu fosse duas pessoas. Não sei que houve. Talvez o que eu não tenha colocado na vida, tenha colocado na minha arte. 
Zhang Yimou se preocupa de mostrar as magelas da realidade da Revolução Cultural, e como esta modificou toda uma geração e o futuro social, politico e econômico da China. Sem discreto, mas ainda polemico e questionador, o diretor chinês consegue fazer criticas a esse passado histórico do seu país, mas sempre prezando pelo equilíbrio, visto sua vontade de "não buscar problemas", e ter seu trabalho realizado de forma livre.
Outra forte tendência e característica que viria a ser visível nos trabalhos de Zhang é a admiração pela Ópera de Pequim. Os filmes teriam detalhes e cenas em longas tomadas e câmeras lentas, sempre envoltas em músicas densas e singulares, criando imagens operísticas. Tal admiração foi o que levou o autor passar o filme Lanternas Vermelhas para um espetáculo de balé, sob sua direção no Balé Nacional da China.
O ano de 1999, o diretor apresentou o que seria o seu último filme realista, o belíssimo Nenhum a Menos (Yi Ge Dou Bu Neng Shao, China, 1999). Bastante premiado, após este Zhang não apresentaria novamente, a simplicidade do povo como temática de suas produções, e passando a se dedicar a filmes mais elaborados tecnicamente. Com Herói (Ying Xiong, China, 2002) passa a demonstrar sua nova faceta, em que as artes marciais se tornam danças em um balé operístico, com cenários, figurinos e fotografia perfeitos.

## Vida Pessoal
Zhang Yimou foi casado de 1978 a 1988 com Xiao Hua, da relação nasceu sua filha mais velha, a diretor de cinema Zhang Mo. Após iniciar sua carreira como diretor, ele se divorciou e iniciou um relacionamento com a atriz Gong Li, que durou pouco mais de dez anos. O relacionamento da atriz e o diretor foi mais que amoroso, sendo principalmente de parceria artística importantíssima na carreira do diretor e da atriz, visto que a projetou para o mundo. Gong Li atuou como protagonista na maioria dos filmes de Yimou, tendo um hiato, que foi retomado em Amor Para a Eternidade (Gui Lai, China, 2014). A filha do diretor chegou afirmar que a atriz "destruiu sua infância", diante do relacionamento extraconjugal dos dois.
Gong Li e o diretor se separam em meados dos anos 1990, entretanto a parceria artística continuou. Zhang é casado desde 2011 com Chen Ting, e tem 3 filhos. O diretor foi processado na China por violar as normas da Lei do Filho Único, sendo punido com uma multa.

## Premiações

### BAFTA Awards
- 1993 - Melhor Filme em Língua Estrangeira - Da hong deng long gao gao gua (1991)
- 1995 - Melhor Filme em Língua Estrangeira - Huo zhe (1994)

### Berlin International Film Festival
- 1988 - Urso de Ouro - Hong gao liang (1987)
- 2000 - Premio Ecumênico do Juri - Wo de fu qin mu qin (1999)
- 2000 - Urso de Prata - Wo de fu qin mu qin (1999)
- 2003 - Alfred Bauer Award - Ying xiong (2002)

### Cannes Film Festival
- 1994 - Premio Ecumênico do Juri - Huo zhe (1994)
- 1994 - Grande Premio do Juri - Huo zhe (1994)
- 1995 - Melhor Diretor - Yao a yao, yao dao wai po qiao (1995)

### Sundance Film Festival
- 2001 - Premio do Público - Wo de fu qin mu qin (1999)

### Venice Film Festival
- 1991 - Leão de Prata - Da hong deng long gao gao gua (1991)
- 1991 - FRIPESCI - Da hong deng long gao gao gua (1991)
- 1992 - Leão de Ouro - Qiu Ju da guan si (1992)
- 1992 - Premio da UNICEF - Qiu Ju da guan si (1992)
- 1992 - Menção honrosa - Qiu Ju da guan si (1992)
- 1999 - Leão de Ouro - Yi ge dou bu neng shao (1999)
- 1999 - Sergio Trasatti Award - Yi ge dou bu neng shao (1999)
- 1999 - Laterna Magica Prize - Yi ge dou bu neng shao (1999)
- 1999 - Premio UNICEF - Yi ge dou bu neng shao (1999)

## Filmografia
| Ano  | Título original                   | Título em português                                                  | Observações             |         |
| 1988 | Hong gao liang                    | Sorgo Vermelho (BR)                                                  |                         |         |
| 1989 | Daihao meizhoubao                 |                                                                      |                         |         |
| 1990 | Ju Dou                            | Amor e Sedução (BR)                                                  |                         |         |
| 1991 | Da hong deng long gao gao gua     | Esposas e Concubinas (PT) / Lanternas Vermelhas (BR)                 |                         |         |
| 1992 | Qiu Ju da guan si                 | A História de Qiu Ju (BR)                                            |                         |         |
| 1994 | Hua hun                           | A Soul Haunted by Painting                                           |                         |         |
| 1994 | Huozhe                            | Viver (PT) Tempo de Viver (BR)                                       |                         |         |
| 1994 | Yao a yao yao dao waipo qiao      | A Tríade de Xangai (PT) / Operação Xangai (BR)                       |                         |         |
| 1995 | Lumière et compagnie              | Lumière e Companhia (PT/BR)                                          | Documentário            |         |
| 1997 | You hua hao hao shuo              | Keep Cool                                                            |                         |         |
| 1999 | Yi ge dou bu neng shao            | Nenhum a Menos (PT/BR)                                               |                         |         |
| 1999 | Wo de fu qin mu qin               | O Caminho Para Casa (PT/BR)                                          |                         |         |
| 2000 | Xingfu shiguang                   |                                                                      |                         |         |
| 2002 | Ying xiong                        | Herói (PT/BR)                                                        |                         |         |
| 2004 | Shi mian mai fu                   | O Segredo dos Punhais Voadores (PT) / O Clã das Adagas Voadoras (BR) |                         |         |
| 2005 | Qian li zou dan qi                | Caminho Solitário (PT) / Um Longo Caminho (BR)                       |                         |         |
| 2006 | Man cheng jin dai huang jin jia   | A Maldição da Flor Dourada (PT/BR)                                   |                         |         |
| 2009 | San qiang pai an jing qi          | Uma mulher, uma arma e uma loja de macarrão (PT/BR)                  |                         |         |
| 2010 | Shan zha shu zhi lian             | A Árvore do Amor                                                     |                         |         |
| 2011 | Jin ling shi san chai             | As Flores da Guerra (PT) / Flores do Oriente (BR)                    |                         |         |
| 2014 | Gui Lai                           | Amor Para a Eternidade (BR) / Regresso a Casa (PT)                   |                         |         |
| 2014 | Stories Through 180 Lenses        |                                                                      | Curta Documentário      |         |
| 2015 | Wang chao de nv ren: Yang Gui Fei |                                                                      | Co-Diretor              |         |
| 2016 | The Great Wall                    | A Grande Muralha (PT/BR)                                             |                         | Diretor |
| 2018 | Shadow                            |                                                                      |                         |         |
| 2020 | One Second                        |                                                                      |                         |         |
| 2021 | Cliff Walkers                     |                                                                      |                         |         |
| 2022 | Snipers                           |                                                                      | Co-diretor com Zhang Mo |         |
| 2023 | Full River Red                    |                                                                      |                         |         |
| 2023 | Cliff Walkers 2                   |                                                                      |                         |         |

## Biografia e Outras fontes
- NASCIMENTO, Cybele. Biografia e Filmografia de Zhang Yimou.
- MARTIN, Marcel.; NEVES, Paulo; SCHVARTZMAN, Sheila. A linguagem cinematográfica. 2. ed. São Paulo: Brasiliense, 2011. 303 p. ISBN 9788511220278.
- PALLAS, Hynek Pallas; MAGNUSSON,Jane. Invadindo Bergman (Trespassing Bergman, Suécia, 2013), seguimento Episódio 3 - Aventura: Zhang Yimou.
- SAFFIOTI, H. I.B. Ontogênese e filogênese do gênero: ordem patriarcal de gênero e a violência masculina contra mulheres. Série Estudos e Ensaios -FLACSO-Brasil. Rio de Janeiro, Jun. 2009. Disponível em: <http://www.flacso.org.br/portal/pdf/serie_estudos_ensaios/Heleieth_Saffioti.pdf>. Acesso em: 15 de out. 2014.
- SOUSA, P. T. A Quinta Geração: para a Cloro por tudo. Disponível em: <http://www.apagina.pt/?aba=7&cat=1&doc=6998&mid=2>. Acesso em: 15 de out. 2014.
- IMDB Zhang Yimou. Disponível em: < http://www.imdb.com/name/nm0955443/?ref_=nmawd_awd_nm>. Acesso em: 15 de out. 2014.